# Turquia nos Jogos Olímpicos de Verão de 1992
A Turquia competiu nos Jogos Olímpicos de Verão de 1992, realizados em Barcelona, Espanha.